# ベルタ・カセレス

ベルタ・イザペル・カセレス・フローレス（Berta Isabel Cáceres Flores、1971年3月4日？ - 2016年3月3日）は、ホンジュラスの環境保護運動家。インティブカ県ラ・エスペランサ出身。
レンカ族出身で、1993年にホンジュラス民衆と先住民の国民協議会を設立。ダム反対運動などの功績で2015年にゴールドマン環境賞受賞。
2016年3月3日、自宅で銃殺されている。